# 吉岡なつみ
吉岡 なつみ（よしおか なつみ、1986年3月14日 - ）は、日本のグラビアアイドル、AV女優。

## 経歴
静岡県出身。お菓子系アイドルとして活動の後、2004年11月にMOODYZ専属女優としてAVデビュー。

## 作品

### アダルトビデオ（独占）
2004年
- Debut！（11月15日、MOODYZ）
- お菓子系少女、どきどきH体験！ 桃色の時間（12月15日、MOODYZ）

2005年
- ご奉仕学級委員長（1月15日、MOODYZ）
- 拷問くらぶ（2月15日、MOODYZ）
- 僕専属、メイド。（3月15日、MOODYZ）
- 最高のオナニーのために 21世紀オナニー（5月1日、MOODYZ）
- デジタルモザイク Vol.075（6月13日、MOODYZ）
- 女子校生と憧れの同棲生活（7月13日、MOODYZ）
- ドリームウーマン DREAM WOMAN VOL.50（8月13日、MOODYZ）
- Girl friend 〜なつみのSpecial Collection〜（9月1日、MOODYZ）
- ママには内緒のお医者さんごっこ（9月13日、MOODYZ）
- 最強オナメイト 立て、飢えたる者よ！（10月25日、OPERA）
- 放課後のアルバイト（11月19日、CROSS）
- くいこみ一直線（12月25日、OPERA）

2006年
- 超絶ローション ヌルベッチョ！ 3（1月25日、OPERA）
- 大人の保育園（2月1日、MOODYZ）
- 妹は女王様（3月1日、MOODYZ）
- Girl friend2 13コーナー4時間（3月13日、MOODYZ）
- コスプレSP（4月13日、MOODYZ）
- ハイパーデジタルモザイク Vol.025（5月1日、MOODYZ）
- ウルトラデジモde吉岡なつみを完全攻略（5月19日、CROSS）

2007年
- 吉岡なつみ BEST 4時間（12月13日、MOODYZ）

2009年
- MOODYZ懐かしの名女優コレクション Vol.6 吉岡なつみ（7月13日、MOODYZ）

### アダルトビデオ（その他）
2005年
- 美少女ファックBEST（8月1日、MOODYZ）
- ごっくんマニアックス 〜24人88発ごっくんSpecial〜（11月1日、MOODYZ）
- フェラチオハイパーデジタルモザイク（11月13日、MOODYZ）

2006年
- ザーメンまみれ 12人4時間（2月13日、MOODYZ）
- 女子○校生 14人4時間（2月13日、MOODYZ）
- 痴女医 22人4時間（4月1日、MOODYZ）
- 痴女子校生（6月1日、MOODYZ）
- 放尿・おもらし3時間（8月1日、MOODYZ）
- ハイパーデジタルモザイク4時間（10月1日、MOODYZ）
- 最高のオナニーのために4時間（10月1日、MOODYZ）
- 拷問くらぶ4時間（11月13日、MOODYZ）
- エロい女のフェラチオ・セックス 12人4時間（11月25日、OPERA）

2007年
- 女子校生BEST4時間（2月25日、OPERA）
- OL 4時間（3月13日、MOODYZ）
- ぬるぬるFUCK 4時間（3月25日、OPERA）
- 最高女優のフェラチオBEST（4月25日、OPERA）
- スクール水着4時間（5月13日、MOODYZ）
- 女医4時間（7月13日、MOODYZ）
- ハイモザ 手コキ4時間（10月1日、MOODYZ）
- CROSSウルトラデジタルモザイクFUCK4時間（10月19日、CROSS）

2008年
- MOODYZ人気女優のセックス!!ハイモザかけなおし4時間（4月11日、MOODYZ）
- 奇跡のぶっかけ名場面集!ザーメンまみれBEST4時間（4月11日、MOODYZ）
- 超人気女優の本気SEX4時間（5月1日、MOODYZ）
- 23人の従順メイドに奉仕させる！4時間（8月1日、MOODYZ）

2009年
- 夢の24時間SPECIAL BOX THE AV WORLD SPECIAL 1440分間ザーメンに溺れろ！ 超ド級美少女たちのザーメン・ぶっかけ・ごっくんスペシャル!（7月17日、ROOKIE）
- ゴックンしてくれる最高の女（8月25日、OPERA）
- MOODYZコスプレコレクション ブルマが好きでたまらない!50人以上4時間（10月13日、MOODYZ）
- 敏感オッパイ微乳美少女4時間（12月29日、MOODYZ）

2010年
- 舐めすぎ!フェラ学科50人の女子校生4時間（2月1日、MOODYZ）
- キモ男とSEX BEST4時間（2月13日、MOODYZ）